# Stefan Petzner
Stefan Petzner, né le 17 janvier 1981 à Tamsweg, est un homme politique autrichien.

## Biographie

### Carrière politique
Il est membre du BZÖ et en est devenu le président à la suite du décès de Jörg Haider, poste qu'il a rapidement quitté pour se consacrer à la communication politique du parti. Il est député national à Vienne et secrétaire général du BZÖ. Il quitte en juillet 2009 son poste d'attaché de presse du gouverneur de Carinthie afin de se consacrer à son nouvel emploi dans une société de communication.

### Vie privée
Interrogé sur ses liens avec Jörg Haider, Stefan Petzner a déclaré : « notre relation allait plus loin qu'une simple amitié. Moi et Jörg étions liés par quelque chose de spécial. C'était la personne de ma vie. » Stefan Petzner était considéré comme étant le « fils spirituel » ou « adoptif » de Joerg Haider. L'expression « la personne de ma vie » fait son entrée au dictionnaire Duden en 2009.
Le journaliste Gerhard Wisnewski conteste la bisexualité supposée de Jörg Haider  dans le livre Jörg Haider, Umfall, Mord oder Attentat?: il  y nie les relations homosexuelles de Jörg Haider et affirme qu'elles auraient été montées afin de détruire le mythe naissant "Haider", et Stefan Petzner se considérerait comme étant le "fils spirituel" ou "adoptif" de Jörg Haider.